# Paratylopus
Paratylopus — вимерлий рід верблюдових, ендемічний для Північної Америки. Він жив з олігоцену до середнього міоцену 33,9—16,0 млн років тому, існує приблизно 18 мільйонів років. Скам'янілості були знайдені у західному Вайомінгу, від східної Небраски до північно-східного Колорадо та південно-західної Південної Дакоти.

## Галерея

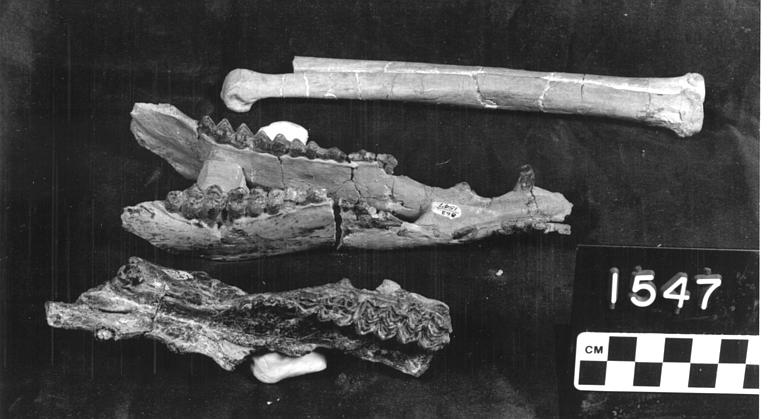
Скам'янілості
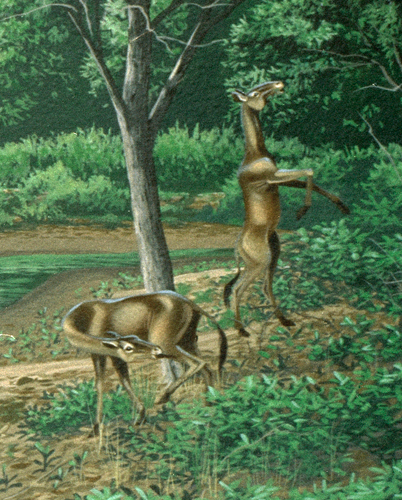
Художня реконструкція